# 河内野
河内野（かわちの）は大阪府八尾市に編集所を置く俳句結社。俳誌　河内野を毎月発行している。その前身は大正7年の尾花吟社に発足に始まる。昭和9年に三栗吟社が発足、昭和12年に大橋櫻坡子を迎え河内野句会が発会。1967年俳句誌河内野を創刊。初代主宰は山下豊水。二代目は湯川潮風、三代目は館野翔鶴、四代目は山下美典。一時、立村霜衣が主宰を務めたが、現在名誉主宰）。
| スタブアイコン | サブスタブ | この項目は、まだ閲覧者の調べものの参照としては役立たない、文学に関連した書きかけの項目です。この項目を加筆・訂正などしてくださる協力者を求めています（P:文学、PJ:ライトノベル）。項目が小説家・作家の場合には{Writer-substub}を、文学作品以外の本・雑誌の場合には{Book-substub}を貼り付けてください。 |